# Nati nel 1983/Novembre
| Questa pagina contiene informazioni ricavate automaticamente dalle voci biografiche con l'ausilio del template Bio e di un bot. L'aggiornamento è periodico e automatico e ricostruisce completamente la pagina. Se manca una persona in questa lista, sei pregato di non aggiungerla, ma accertati piuttosto che la sua voce biografica contenga il template Bio e che i dati anagrafici siano correttamente compilati. Se il template Bio manca, inseriscilo tu stesso o, in alternativa, metti l'avviso {{tmp\|Bio}} che ne segnala la mancanza. Se i dati riportati sono sbagliati, correggi direttamente la voce biografica; le modifiche saranno visibili in questa lista entro pochi giorni. Per chiarimenti vedi il progetto biografie. La lista contiene solo le 377 persone che sono citate nell'enciclopedia e per le quali è stato implementato correttamente il template Bio. Pagina aggiornata al 10 lug 2025. |

- 1º novembre - Jermaine Bucknor, allenatore di pallacanestro e ex cestista canadese
- 1º novembre - JP Cooper, cantautore britannico
- 1º novembre - Sebastián Gómez, allenatore di calcio e ex calciatore andorrano
- 1º novembre - SoulJa, rapper giapponese
- 1º novembre - Pedro López Muñoz, ex calciatore spagnolo
- 1º novembre - Hugh McMeniman, rugbista a 15 australiano
- 1º novembre - Matt Moulson, hockeista su ghiaccio canadese
- 1º novembre - Yūko Ogura, modella giapponese
- 1º novembre - Christina Risler, ex sciatrice alpina canadese
- 1º novembre - Hendrik Rubeksen, ex calciatore faroese
- 1º novembre - Václav Svěrkoš, ex calciatore ceco
- 1º novembre - Hanna Thompson, schermitrice statunitense
- 1º novembre - Jelena Tomašević, cantante serba
- 1º novembre - Josh Wicks, calciatore statunitense
- 2 novembre - Elnur Allahverdiyev, ex calciatore azero
- 2 novembre - Gillian Apps, hockeista su ghiaccio canadese
- 2 novembre - Fábio Bahia, calciatore brasiliano
- 2 novembre - Eric Bassombeng, ex calciatore camerunese
- 2 novembre - Yowlys Bonne, lottatore cubano
- 2 novembre - Andreas Bourani, cantante tedesco
- 2 novembre - Elise Daoust, schermitrice canadese
- 2 novembre - Jason Davis, ex giocatore di football americano statunitense
- 2 novembre - Robert Lonsdale, attore britannico
- 2 novembre - Sophie Milliet, scacchista francese
- 2 novembre - Hiroko Oyamada, scrittrice giapponese
- 2 novembre - Fred Rosser, wrestler statunitense
- 2 novembre - Cub Swanson, artista marziale misto statunitense
- 2 novembre - Răzvan Șelariu, ex ginnasta rumeno
- 3 novembre - Julie Berman, attrice statunitense
- 3 novembre - Marvin Chávez, ex calciatore honduregno
- 3 novembre - Cho Yong-hyung, allenatore di calcio e ex calciatore sudcoreano
- 3 novembre - Lorenzo Croce, ex hockeista su ghiaccio svizzero
- 3 novembre - Saša Čuić, ex cestista croato
- 3 novembre - Marc Dansou, ex nuotatore beninese
- 3 novembre - Efrat Gosh, cantante e musicista israeliana
- 3 novembre - Tamba Hali, ex giocatore di football americano statunitense
- 3 novembre - Josip Lukačević, calciatore bosniaco
- 3 novembre - Megan Moody, ex cestista australiana
- 3 novembre - Vinícius Aparecido Pereira de Santana Campos, ex calciatore brasiliano
- 3 novembre - Shayna Rose, attrice e cantante statunitense
- 4 novembre - Ibrahim Aldatov, lottatore ucraino
- 4 novembre - Jiří Bílek, ex calciatore ceco
- 4 novembre - Andy Butler, allenatore di calcio e ex calciatore inglese
- 4 novembre - Andrés Chocho, marciatore ecuadoriano
- 4 novembre - Choe Hyon-u, ex calciatore nordcoreano
- 4 novembre - Djadji Daffe, ex giocatore di football americano francese
- 4 novembre - Melanie Kok, canottiera canadese
- 4 novembre - Emmy the Great, cantautrice britannica
- 4 novembre - Park Ji-eun, goista sudcoreana
- 4 novembre - Francisco Javier Peral, ex calciatore spagnolo
- 4 novembre - Jorge Pobes, attore spagnolo
- 4 novembre - Giuseppe Pugliese, allenatore di calcio e ex calciatore italiano
- 4 novembre - Abd al-Aziz bin Sa'ud Al Sa'ud, principe e politico saudita
- 5 novembre - Elena Amato, ex ginnasta italiana
- 5 novembre - Iñaki Astiz, ex calciatore spagnolo
- 5 novembre - Choi Yeon-sung, videogiocatore sudcoreano
- 5 novembre - Alexa Chung, modella e conduttrice televisiva britannica
- 5 novembre - Jeromey Clary, giocatore di football americano statunitense
- 5 novembre - Junius Coston, giocatore di football americano statunitense
- 5 novembre - Mike Hanke, ex calciatore tedesco
- 5 novembre - Jéferson Luis Correa Carpes, giocatore di calcio a 5 brasiliano
- 5 novembre - Miguel Minhava, ex cestista portoghese
- 5 novembre - Yusuf Mohamed, ex calciatore nigeriano
- 5 novembre - Rommel Murillo, calciatore honduregno
- 5 novembre - Nedu Onyeuku, cestista nigeriano († 2012)
- 5 novembre - Primo Reggiani, attore italiano
- 5 novembre - Pita Taufatofua, taekwondoka e fondista tongano
- 6 novembre - Antonio Carulli, filosofo e saggista italiano
- 6 novembre - Bao Yingying, schermitrice cinese
- 6 novembre - Fred Evans, giocatore di football americano statunitense
- 6 novembre - Miguel Pedro, ex calciatore portoghese
- 6 novembre - Nicole Hosp, ex sciatrice alpina austriaca
- 6 novembre - Li Jun Li, attrice statunitense
- 6 novembre - Monica Mattos, ex attrice pornografica brasiliana
- 6 novembre - Justin Maxwell, giocatore di baseball statunitense
- 6 novembre - Ameera al-Taweel, principessa e filantropa saudita
- 7 novembre - Adam DeVine, attore e comico statunitense
- 7 novembre - Ibson, ex calciatore brasiliano
- 7 novembre - Gianluca Mirenda, ex ciclista su strada italiano
- 7 novembre - Jeris Pendleton, giocatore di football americano statunitense
- 7 novembre - Eduardo Rubio, ex calciatore cileno
- 7 novembre - Patrick Thoresen, hockeista su ghiaccio norvegese
- 8 novembre - Karolina Chlewińska, schermitrice polacca
- 8 novembre - Sinan Güler, cestista turco
- 8 novembre - Régis Koundjia, ex cestista centrafricano
- 8 novembre - Katharina Molitor, giavellottista tedesca
- 8 novembre - Remko Pasveer, calciatore olandese
- 8 novembre - Pavel Pogrebnjak, ex calciatore russo
- 8 novembre - Chris Rankin, attore neozelandese
- 8 novembre - Sebastián Soria, calciatore uruguaiano
- 8 novembre - Federica Vincenti, produttrice cinematografica, musicista e produttrice teatrale italiana
- 8 novembre - Blanka Vlašić, ex altista croata
- 8 novembre - Mike Williamson, allenatore di calcio e ex calciatore inglese
- 9 novembre - Andrey Nazário Afonso, ex calciatore brasiliano
- 9 novembre - Rashad Anderson, ex cestista statunitense
- 9 novembre - Amets Arzallus, giornalista e scrittore francese
- 9 novembre - Jennifer Ayache, cantante francese
- 9 novembre - Vaalii Faalogo, calciatore samoano
- 9 novembre - Nordin Gerzić, ex calciatore svedese
- 9 novembre - Assimi Goïta, militare e politico maliano
- 9 novembre - Jamie Greubel-Poser, ex bobbista statunitense
- 9 novembre - Nicolai Høgh, ex calciatore danese
- 9 novembre - Andreas Lasnik, ex calciatore austriaco
- 9 novembre - José Leudo, calciatore colombiano
- 9 novembre - Lombardo Ontiveros, pallavolista e giocatore di beach volley messicano
- 9 novembre - Dušan Petronijević, ex calciatore serbo
- 9 novembre - Domingo Salcedo, allenatore di calcio e ex calciatore paraguaiano
- 9 novembre - Gabriel Tamaș, ex calciatore rumeno
- 9 novembre - Michael Thomas Turner, ex calciatore inglese
- 9 novembre - Marcin Wika, pallavolista polacco
- 9 novembre - Maja Włoszczowska, mountain biker e ciclista su strada polacca
- 10 novembre - David Cooper, ex cestista americo-verginiano
- 10 novembre - Dinko Felić, calciatore norvegese
- 10 novembre - Jevhen Hlyva, ultramaratoneta ucraino
- 10 novembre - Francesco Imperiali, ex giocatore di baseball italiano
- 10 novembre - Miranda Lambert, cantautrice statunitense
- 10 novembre - Murad Musaev, allenatore di calcio russo
- 10 novembre - Moustapha Niang, cestista senegalese († 2017)
- 10 novembre - Onesmus Nyerre, mezzofondista e maratoneta keniota
- 10 novembre - Sammie Rhodes, ex attrice pornografica statunitense
- 10 novembre - Annika Saarikko, politica finlandese
- 10 novembre - Craig Smith, ex cestista statunitense
- 10 novembre - Bart Vanheule, dirigente sportivo e pistard belga
- 10 novembre - Major Wingate, cestista statunitense († 2021)
- 10 novembre - Marius Žaliūkas, calciatore lituano († 2020)
- 11 novembre - Sora Aoi, attrice e attrice pornografica giapponese
- 11 novembre - Dawda Bah, ex calciatore gambiano
- 11 novembre - Leon Benko, ex calciatore croato
- 11 novembre - Ebert William Amâncio, ex calciatore brasiliano
- 11 novembre - Matteo Bono, ex ciclista su strada italiano
- 11 novembre - Florian Breitenberger, slittinista italiano
- 11 novembre - Jazwyn Cowan, ex cestista statunitense
- 11 novembre - Brett Dailey, pallavolista canadese
- 11 novembre - Michael Faulds, ex giocatore di football americano e allenatore di football americano canadese
- 11 novembre - Samson Godwin, ex calciatore nigeriano
- 11 novembre - Anikó Kapros, ex tennista ungherese
- 11 novembre - Kim Chi-woo, ex calciatore sudcoreano
- 11 novembre - Ana Kobal, ex sciatrice alpina slovena
- 11 novembre - Arouna Koné, ex calciatore ivoriano
- 11 novembre - John Krause, ex calciatore statunitense
- 11 novembre - Philipp Lahm, ex calciatore tedesco
- 11 novembre - Giulio Macaione, fumettista e illustratore italiano
- 11 novembre - Kristal Marshall, modella, attrice e ex wrestler statunitense
- 11 novembre - Isiaka Olawale, ex calciatore nigeriano
- 11 novembre - Chan Rithy, calciatore cambogiano
- 11 novembre - Ermir Strati, ex calciatore albanese
- 11 novembre - Charlotte Vandermeersch, attrice, sceneggiatrice e regista belga
- 11 novembre - Telmário de Araújo Sacramento, ex calciatore brasiliano
- 12 novembre - Paul Alo'o Efoulou, ex calciatore camerunese
- 12 novembre - Kate Bell, attrice australiana
- 12 novembre - Carlton Cole, ex calciatore inglese
- 12 novembre - Alfonso De Lucia, dirigente sportivo, ex calciatore e allenatore di calcio italiano
- 12 novembre - Nima Fakhrara, compositore iraniano
- 12 novembre - Willis Forko, calciatore liberiano († 2021)
- 12 novembre - Rrahman Hallaçi, ex calciatore albanese
- 12 novembre - Steve Huffman, imprenditore, dirigente d'azienda e attivista statunitense
- 12 novembre - Charlie Morton, giocatore di baseball statunitense
- 12 novembre - Matt Ryan, ex hockeista su ghiaccio canadese
- 12 novembre - Rosanna Scopelliti, politica italiana
- 12 novembre - Angelo da Costa, ex calciatore brasiliano
- 13 novembre - Federica Bianco, attrice italiana
- 13 novembre - Marquice Cole, ex giocatore di football americano statunitense
- 13 novembre - Kalle Kriit, ex ciclista su strada estone
- 13 novembre - Elias Pelembe, calciatore mozambicano
- 14 novembre - Matthew Brann, batterista canadese
- 14 novembre - José Luis Cabión, ex calciatore cileno
- 14 novembre - Kevon Carter, calciatore trinidadiano († 2014)
- 14 novembre - Dīmītrīs Charitopoulos, cestista greco
- 14 novembre - Miculà Dematteis, ex ciclista su strada italiano
- 14 novembre - Alejandro Falla, allenatore di tennis e ex tennista colombiano
- 14 novembre - Mike Friese, giocatore di football americano tedesco
- 14 novembre - Antonio Gualtieri, pugile italiano
- 14 novembre - Michala Hartigová, ex cestista ceca
- 14 novembre - Benjamin Renner, fumettista, animatore e regista francese
- 14 novembre - Matthias Russ, ex ciclista su strada tedesco
- 14 novembre - Ivyann Schwan, attrice e cantante statunitense
- 14 novembre - Lauren Van Ness, ex sciatrice alpina statunitense
- 14 novembre - Chelsea Wolfe, cantautrice statunitense
- 15 novembre - Sophia Di Martino, attrice inglese
- 15 novembre - Imanol Erviti, dirigente sportivo e ex ciclista su strada spagnolo
- 15 novembre - John Heitinga, allenatore di calcio e ex calciatore olandese
- 15 novembre - Topi Jaakola, hockeista su ghiaccio finlandese
- 15 novembre - DJ Skee, disc jockey statunitense
- 15 novembre - Antonin Koutouan, ex calciatore ivoriano
- 15 novembre - Veli-Matti Lindström, ex saltatore con gli sci finlandese
- 15 novembre - Davide Longoni, thaiboxer italiano
- 15 novembre - Rui Miguel Melo Rodrigues, ex calciatore portoghese
- 15 novembre - Arnold Origi, calciatore keniota
- 15 novembre - Aleksandar Pavlović, ex cestista serbo
- 15 novembre - Laura Smet, attrice e cantante francese
- 15 novembre - Cheikhou Thioune, ex cestista senegalese
- 15 novembre - Fernando Verdasco, ex tennista e allenatore di tennis spagnolo
- 16 novembre - Adam Enright, giocatore di curling canadese
- 16 novembre - Adam Haluska, ex cestista statunitense
- 16 novembre - Benson Henderson, artista marziale misto statunitense
- 16 novembre - Kari Lehtonen, hockeista su ghiaccio finlandese
- 16 novembre - Lesly Malouda, ex calciatore francese
- 16 novembre - Bertrand Robert, ex calciatore francese
- 16 novembre - Serik Säpiev, pugile kazako
- 16 novembre - Britta Steffen, ex nuotatrice tedesca
- 16 novembre - Ádám Vizler, schermidore ungherese
- 17 novembre - Jonas Almtorp, ex hockeista su ghiaccio svedese
- 17 novembre - Pablo Barzola, ex calciatore argentino
- 17 novembre - Viva Bianca, attrice australiana
- 17 novembre - Alessio Bolognani, ex saltatore con gli sci italiano
- 17 novembre - Ryan Braun, ex giocatore di baseball statunitense
- 17 novembre - Alaín Cervantes, calciatore cubano
- 17 novembre - Shannan Click, modella statunitense
- 17 novembre - Rocsi Diaz, conduttrice televisiva e conduttrice radiofonica statunitense
- 17 novembre - Kateřina Emmons, tiratrice a segno ceca
- 17 novembre - Cara Gee, attrice canadese
- 17 novembre - Angelika Grüner, ex sciatrice alpina italiana
- 17 novembre - El Guincho, cantante, rapper e produttore discografico spagnolo
- 17 novembre - Jodie Henry, nuotatrice australiana
- 17 novembre - Virgil Hodge, ex velocista nevisiana
- 17 novembre - Lātūfuipeka Tukuʻaho, principessa e diplomatica tongana
- 17 novembre - Gary Lautenschlager, ex giocatore di football americano tedesco
- 17 novembre - Harry Lloyd, attore britannico
- 17 novembre - Nick Markakis, ex giocatore di baseball statunitense
- 17 novembre - Iōannīs Mpourousīs, dirigente sportivo e ex cestista greco
- 17 novembre - Christopher Paolini, scrittore statunitense
- 17 novembre - Stjepan Poljak, calciatore croato
- 17 novembre - Angie Alexander, attrice e sceneggiatrice italiana
- 17 novembre - Luís Alberto Silva dos Santos, ex calciatore brasiliano
- 17 novembre - Jason Williams, ex cestista statunitense
- 17 novembre - Eric Winston, giocatore di football americano statunitense
- 18 novembre - Kayi Cheung, modella hongkonghese
- 18 novembre - Mila J, cantautrice, rapper e ballerina statunitense
- 18 novembre - Michael Richard Dawson, ex calciatore inglese
- 18 novembre - Julia Ducournau, regista e sceneggiatrice francese
- 18 novembre - Loïs Habert, ex biatleta francese
- 18 novembre - Julius Hodge, ex cestista e allenatore di pallacanestro americo-verginiano
- 18 novembre - Serik Jamanqulov, ex giocatore di calcio a 5 kazako
- 18 novembre - Jon Lech Johansen, programmatore norvegese
- 18 novembre - Andrej Jurkov, bobbista russo
- 18 novembre - Robert Kazinsky, attore e modello britannico
- 18 novembre - Anetta Keys, ex attrice pornografica ceca
- 18 novembre - Daniel Moen Hansen, calciatore, giocatore di beach soccer e giocatore di calcio a 5 norvegese
- 18 novembre - Davide Parente, ex cestista e dirigente sportivo italiano
- 18 novembre - Isabel Swan, velista brasiliana
- 18 novembre - Devon Weigel, attrice canadese
- 19 novembre - Ivan Božić, allenatore di calcio e ex calciatore bosniaco
- 19 novembre - Chandra Crawford, ex fondista canadese
- 19 novembre - Meseret Defar, ex mezzofondista etiope
- 19 novembre - Adam Driver, attore statunitense
- 19 novembre - Varowžan Hakobyan, scacchista armeno
- 19 novembre - DeAngelo Hall, ex giocatore di football americano statunitense
- 19 novembre - Il'ja Najšuller, musicista e regista russo
- 19 novembre - Emil Rilke, calciatore ceco
- 19 novembre - Daria Werbowy, supermodella polacca
- 20 novembre - Dele Aiyenugba, ex calciatore nigeriano
- 20 novembre - Future, rapper, cantante e produttore discografico statunitense
- 20 novembre - Eleonora Evi, politica italiana
- 20 novembre - Haitham Kadhim, ex calciatore iracheno
- 20 novembre - Đorđe Kamber, allenatore di calcio e ex calciatore serbo
- 20 novembre - Lucia Klocová, mezzofondista slovacca
- 20 novembre - Tommaso Ramenghi, attore italiano
- 20 novembre - Anderson Pedro da Silva Nunes Campos, ex calciatore brasiliano
- 21 novembre - Zaid Abbas, cestista giordano
- 21 novembre - Brie Bella, personaggio televisivo e ex wrestler statunitense
- 21 novembre - Nikki Bella, personaggio televisivo e wrestler statunitense
- 21 novembre - Lorenzo Bucchi, allenatore di calcio e ex calciatore italiano
- 21 novembre - Daniela Iraschko, ex saltatrice con gli sci e calciatrice austriaca
- 21 novembre - Caroline Knutsen, ex calciatrice norvegese
- 21 novembre - Blake McGrath, ballerino, cantante e attore canadese
- 21 novembre - Guneet Monga, produttrice cinematografica indiana
- 21 novembre - Emmanuel Okoduwa, ex calciatore nigeriano
- 21 novembre - Glorimar Ortega, pallavolista portoricana
- 21 novembre - Serge Pauwels, ex ciclista su strada belga
- 21 novembre - Márcio Rosário, ex calciatore brasiliano
- 21 novembre - Claire van der Boom, attrice australiana
- 22 novembre - Mark Aitchison, pilota motociclistico australiano
- 22 novembre - Sei Ashina, attrice e modella giapponese († 2020)
- 22 novembre - Fabio De Nicola, pallanuotista italiano
- 22 novembre - Otávio Dutra, calciatore brasiliano
- 22 novembre - Tyler Hilton, attore e cantante statunitense
- 22 novembre - Davin Joseph, ex giocatore di football americano statunitense
- 22 novembre - Aleksandra Karpińska, ex cestista polacca
- 22 novembre - Peter Niemeyer, ex calciatore tedesco
- 22 novembre - Peter Ramage, allenatore di calcio e ex calciatore inglese
- 22 novembre - Tor Øyvind Reinemo, giocatore di calcio a 5 e calciatore norvegese
- 22 novembre - Stanislav Ricci, atleta paralimpico italiano
- 22 novembre - Andrew J. West, attore statunitense
- 23 novembre - Nasser Al-Shamrani, ex calciatore saudita
- 23 novembre - Rodrigo Alvim, ex calciatore brasiliano
- 23 novembre - Andrea Chessa, fantino italiano
- 23 novembre - Kevin Clancy, arbitro di calcio scozzese
- 23 novembre - Gastón Dalmau, attore e cantante argentino
- 23 novembre - Emma Daumas, cantante francese
- 23 novembre - Khalefa Ahmed Hamouda, calciatore sudanese
- 23 novembre - Jeon Da-hye, ex pattinatrice di short track sudcoreana
- 23 novembre - Alain Koffi, cestista ivoriano
- 23 novembre - Marjan Manfreda, ex hockeista su ghiaccio sloveno
- 23 novembre - Thomas Pridgen, batterista statunitense
- 23 novembre - Kamilla Rytter Juhl, giocatrice di badminton danese
- 23 novembre - Blažej Vaščák, calciatore slovacco
- 23 novembre - Panupong Wongsa, calciatore thailandese
- 24 novembre - Dean Ashton, ex calciatore inglese
- 24 novembre - André Bahia, ex calciatore brasiliano
- 24 novembre - Marc Berthod, ex sciatore alpino svizzero
- 24 novembre - Raul Ciupe, ex calciatore rumeno
- 24 novembre - Adam22, imprenditore, conduttore radiofonico e rapper statunitense
- 24 novembre - Gwilym Lee, attore britannico
- 24 novembre - Daria Mieloszyńska, ex cestista polacca
- 24 novembre - Dorian Mortelette, canottiere francese
- 24 novembre - Muslu Nalbantoğlu, calciatore olandese
- 24 novembre - David Paice, ex rugbista a 15 australiano
- 24 novembre - Pitu, ex calciatore spagnolo
- 24 novembre - Shavlik Randolph, ex cestista statunitense
- 24 novembre - Luis León Sánchez, ex ciclista su strada spagnolo
- 24 novembre - Jan Schmid, ex combinatista nordico svizzero
- 24 novembre - Víctor Sojo, hockeista su prato spagnolo
- 24 novembre - Aleksej Stukalov, allenatore di calcio russo
- 24 novembre - Jesús Valenzuela, arbitro di calcio venezuelano
- 24 novembre - Karine Vanasse, attrice canadese
- 24 novembre - Félix Zeledón, calciatore nicaraguense
- 25 novembre - Paty Cantú, cantante messicana
- 25 novembre - Cássio Vargas Barbosa, ex calciatore brasiliano
- 25 novembre - Simone Dallamano, ex calciatore italiano
- 25 novembre - Hovhannes Davtyan, judoka armeno
- 25 novembre - Fernando Henrique, calciatore brasiliano
- 25 novembre - Josh Gross, ex cestista statunitense
- 25 novembre - Nicholas Kemboi, ex mezzofondista e maratoneta keniota
- 25 novembre - Yino Martínez, cestista dominicano
- 25 novembre - Andrius Pojavis, cantautore e musicista lituano
- 25 novembre - Gavin Quinnell, ex rugbista a 15 britannico
- 25 novembre - Leszek Rajski, schermidore polacco
- 25 novembre - Maiju Ruotsalainen, allenatrice di calcio e ex calciatrice finlandese
- 26 novembre - Chris Hughes, informatico statunitense
- 26 novembre - Milan Ivana, ex calciatore slovacco
- 26 novembre - Baadur Jobava, scacchista georgiano
- 26 novembre - Giorgia Sinicorni, attrice italiana
- 26 novembre - Rachel Starr, attrice pornografica statunitense
- 27 novembre - Salvatore Gambino, allenatore di calcio e ex calciatore tedesco
- 27 novembre - Professor Green, rapper britannico
- 27 novembre - Yan Paing, calciatore birmano
- 27 novembre - Miloš Pavlović, ex calciatore serbo
- 27 novembre - Víctor Hugo Sarabia, ex calciatore cileno
- 27 novembre - Arjay Smith, attore statunitense
- 27 novembre - Donta Smith, cestista statunitense
- 27 novembre - Soumaila Tassembedo, ex calciatore burkinabé
- 28 novembre - Carlos Rafael do Amaral, ex calciatore brasiliano
- 28 novembre - Rostam Batmanglij, produttore discografico, musicista e cantante statunitense
- 28 novembre - Andy Drury, ex calciatore inglese
- 28 novembre - Emun Elliott, attore britannico
- 28 novembre - Huang Hong Sheng, cantante, attore e showman taiwanese († 2020)
- 28 novembre - Summer Rae, wrestler e modella statunitense
- 28 novembre - Édouard Roger-Vasselin, tennista francese
- 28 novembre - Jónas Sævarsson, calciatore islandese
- 28 novembre - Sigrun Loe Sparboe, cantante norvegese
- 28 novembre - Vanja Stambolova, velocista e ostacolista bulgara
- 28 novembre - Maija Tīruma, ex slittinista lettone
- 28 novembre - Nelson Haedo Valdez, ex calciatore paraguaiano
- 29 novembre - Jean Abdel-Nour, ex cestista libanese
- 29 novembre - Albert Bunjaku, ex calciatore kosovaro
- 29 novembre - Josh Gowling, allenatore di calcio e ex calciatore inglese
- 29 novembre - Jaŭhen Hutarovič, ex ciclista su strada bielorusso
- 29 novembre - Daniel Kandi, disc jockey e produttore discografico danese
- 29 novembre - Dušan Melichárek, ex calciatore ceco
- 29 novembre - Ján Novota, ex calciatore slovacco
- 29 novembre - Jennifer Oeser, multiplista tedesca
- 29 novembre - Aleksandr Orechov, allenatore di calcio e ex calciatore russo
- 29 novembre - Harrison Róchez, calciatore beliziano
- 29 novembre - Rosemary, wrestler canadese
- 29 novembre - Aylin Tezel, attrice tedesca
- 29 novembre - Adam Zolotin, attore statunitense
- 30 novembre - Oleksandr Alf'orov, militare e storico ucraino
- 30 novembre - Anastasija Baburova, giornalista ucraina († 2009)
- 30 novembre - David Carney, ex calciatore australiano
- 30 novembre - Adrian Cristea, ex calciatore rumeno
- 30 novembre - Paolo de la Haza, calciatore peruviano
- 30 novembre - Guillaume Gouix, attore francese
- 30 novembre - Matthew Heineman, regista, produttore cinematografico e direttore della fotografia statunitense
- 30 novembre - Sara Lindborg, ex fondista svedese
- 30 novembre - Andrew Newell, fondista statunitense
- 30 novembre - Teresa Nzola Meso Ba, triplista angolana
- 30 novembre - Vladislav Poljakov, ex nuotatore kazako